# Argyrolepidia goldiei
Argyrolepidia goldiei är en fjärilsart som beskrevs av Druce 1894. Argyrolepidia goldiei ingår i släktet Argyrolepidia och familjen nattflyn. Inga underarter finns listade i Catalogue of Life.